# Cody Hall
Cody Kevin Hall (né le 6 janvier 1988 à Savannah, Géorgie, États-Unis) est un lanceur de relève droitier de la Ligue majeure de baseball.

## Carrière
Joueur de l'équipe des Jaguars de la Southern University de Bâton-Rouge, en Louisiane, Cody Hall est repêché à deux reprises : par les Tigers de Détroit au 35e tour de sélection en 2010, puis par les Giants de San Francisco au 19e tour en 2011. Après la signature d'un premier contrat professionnel avec ce dernier club, il débute en ligues mineures dès 2011, et gradue pour la première fois au plus haut échelon, le niveau Triple-A, en 2015.
Il fait ses débuts dans le baseball majeur comme lanceur partant pour San Francisco le 3 septembre 2015 face aux Rockies du Colorado.
Le 13 janvier 2016, les Giants échangent Hall aux Diamondbacks de l'Arizona contre un joueur à nommer plus tard. Réclamé au ballottage, il joue en 2016 pour les Marlins de Miami.